# Aranytangara
Az aranytangara (Tangara arthus)  a madarak osztályának verébalakúak (Passeriformes) rendjébe és a tangarafélék (Thraupidae) családjába tartozó  faj.

## Rendszerezése
A fajt René Primevère Lesson francia ornitológus írta le 1832-ben.

## Alfajai
- Tangara arthus aequatorialis (Taczanowski & Berlepsch, 1885)
- Tangara arthus arthus Lesson, 1832
- Tangara arthus aurulenta (Lafresnaye, 1843)
- Tangara arthus goodsoni Hartert, 1913
- Tangara arthus occidentalis Chapman, 1914
- Tangara arthus palmitae Meyer de Schauensee, 1947
- Tangara arthus pulchra (Tschudi, 1844)
- Tangara arthus sclateri (Lafresnaye, 1854)
- Tangara arthus sophiae (Berlepsch, 1901)[2]

## Előfordulása
Venezuela északnyugati részén honos. Természetes élőhelyei a szubtrópusi és trópusi síkvidéki és hegyi esőerdők. Állandó, nem vonuló faj.

## Megjelenése
Testhossza 13 centiméter.
|  |

## Életmódja
Gyümölcsökkel és ízeltlábúakkal táplálkozik.

## Természetvédelmi helyzete
Az elterjedési területe nagyon nagy, egyedszáma viszont csökken, de még nem éri el a kritikus szintet. A Természetvédelmi Világszövetség Vörös listáján nem fenyegetett fajként szerepel.